# 吳天俸
吴天俸（1486年—？年），字子膺，湖广荆州府夷陵州宜都縣人，民籍。

## 生平
治《書經》，行一，由縣學生中式正德二年（1507年）湖廣鄉試第六名舉人，年二十三歲中式正德三年（1508年）戊辰科會試第三百一名，第三甲第十五名進士。历官郎中，嘉靖初以議大禮，外放为台州府知府。

## 家族
曾祖吴永禎。祖父吴本，监生。父吴明。母杨氏；继母李氏。重庆下，弟天佑、天恩、天彝、天倫、天和、天健、天性。